# 父よあなたは強かった
父よあなたは強かった（ちちよあなたはつよかった）は、1939年（昭和14年）1月20日にコロムビアレコードから発売された戦時歌謡。旧レコード番号30110。

## 作詞作曲
大阪朝日新聞、東京朝日新聞が、1938年（昭和13年）10月、「皇軍将士に感謝の歌」の懸賞募集をした。この募集の一等が、「父よあなたは強かった」で、佳作一席が「兵隊さんよありがとう」である。
作詞したのは、福田節という一般の女性で、作曲に際しては、コロムビアが山田耕筰や、服部良一等を含む12人の作曲家に依頼して作曲したものを、テスト盤に吹き込み、一般大衆を主とした公開視聴会を行った。この作品群の中で、よく大衆の想いにマッチした曲として、コロムビア専属の新人作曲家明本京静が作曲したものが選ばれた。

## レコード
吹き込みは伊藤久男、霧島昇、二葉あき子、松原操が行い、1939年1月20日に発売された。同日、日比谷公会堂で発表演奏会が行われ、4名の歌手が同曲を歌唱した。
B面は、愛国歌「仰げ軍功」。
発売から5ヶ月で50万枚近くのレコードを売り上げた。
|   | 曲名                 | 作詞     | 作曲     | 編曲     | 歌                                   |
| - | -------------------- | -------- | -------- | -------- | ------------------------------------ |
| A | 父よあなたは強かった | 福田節   | 明本京静 | 奥山貞吉 | 伊藤久男、霧島昇、二葉あき子、松原操 |
| B | 仰げ軍功             | 得丸一郎 | 竹岡信幸 | 服部良一 | 霧島昇、二葉あき子                   |

## 内容
いろいろと歌詞について論議のある曲でもあり、阿川弘之『海軍こぼれ話』によるとこの曲を聴いた米軍人が「これは前線の状況が悲惨だと訴える反戦歌か」と聞いてきたという。
山本七平『私の中の日本軍』によると「敵のかばねと共に寝て泥水すすり草をかみ」というこの歌の歌詞そのままの状況を呈していたルソン戦線では、思わずこの歌を口ずさんだ他の兵士に「やめろ! こんな歌を作ったやつは殺してやりたいぐらいだ」と怒鳴った兵士がいたという。
外山滋比古は、「父親のことを子があなたと呼ぶのはけしからんという声もあった。戦争でことばが乱れたのかもしれない」（『日本語の作法』35頁, 新潮文庫, 2010年）としている。